# Jack (pel·lícula de 1977)
Jack és una pel·lícula dramàtica sueca del 1977 dirigida per Jan Halldoff. La pel·lícula està basada en la novel·la d'Ulf Lundell amb el mateix nom de 1976.

## Trama
Jack té 25 anys. Amb els seus amics, continua a Estocolm, fuma cànnabis, beu vi i surt amb noies. Però a diferència de molts, Jack sap el que vol; es convertirà en un autor. Al seu grup hi ha en Bart, que es convertirà en artista, i Harald, que ven drogues. Passen temps amb Jonny, que és fotògraf, i la seva xicota, Linnea. Junts experimenten alegria i tristesa, filosofen sobre la vida i van a Gotland de vacances en bicicleta.
Un cop tornat a casa, Jack intenta començar a escriure i amb el pas del temps emergeix sobre què escriurà: el destí dels seus amics i com és ser jove a la Suècia dels anys setanta.

## Producció
La pel·lícula es va estrenar el 4 de març de 1977 al cinema Saga a Estocolm. Va ser rodada a Estocolm, Visby i Kårsta per Hans Welin. Com a model, tenen la novel·la d'Ulf Lundell Jack que es va publicar el 1976. El conjunt del Nou Thatre de la Björke a Gotland participa a la pel·lícula. Ulf Lundell apareix com a extra en una de les escenes de la pel·lícula.

## Repartiment
- Göran Stangertz – Jack Råstedt
- Kjell Bergqvist – Harald
- Örjan Ramberg – Bart
- Gunnel Fred – Sonja
- Tove Linde – Harriet
- Ingalill Rydberg – Linnea
- Robert Sjöblom – Jonny
- Bibbi Unge – Gerd
- Åke Lindström – El pare de la Sonja
- Nils Eklund – El pare de Jack
- Kerstin Bagge – La mare de Jack
- Gunilla Nyroos – Kicki
- Ola Sandborgh – buròcrata
- Christer Skeppstedt - Leo
- Stig Törnblom – Lasse Knullare
- Bo Halldoff – passatger de l'autobús
- Ove Magnusson – passatger de l'autobús
- Marrit Ohlsson – passatger de l'autobús
- Lotta Ramel - noia a casa d'en Bart
- Ulf Lundell - un noi d'un restaurant
- Adelie Hatz - nena